# Maurice Leblanc
Maurice-Marie-Émile Leblanc (Ruan, 11 de diciembre de 1864-Perpiñán, 6 de noviembre de 1941), más conocido como Maurice Leblanc, fue un novelista y escritor francés de relatos cortos.
Nació en el seno de una familia rica, su padre era un rico armador de barcos establecido en Ruan. Luego de terminar sus estudios en Derecho, se dedica a trabajar en distintas industrias de la región. Después de un tiempo sin aplicarse mucho al trabajo industrial, se muda a París, en donde comienza su carrera literaria, desde 1892 aproximadamente hasta 1904. Publica unos diez libros, el primero de ellos titulado: Des Couples (Parejas).
En 1904 Pierre Laffite, director de Je sais Tout, le encargó un cuento para su revista recién fundada. Maurice aceptó el encargo y al poco tiempo le entregó un original titulado «El arresto de Arsène Lupin». Según las palabras del propio autor, este era el único cuento que tenía planeado de Lupin. Aunque, a Pierre Laffite el personaje le causó una fuerte impresión y animó a Leblanc a desarrollar al personaje.
Así, con cuarenta años y un prestigio literario ganado por sus anteriores obras, nace de la mano de Leblanc Arséne Lupin, un ladrón de guante blanco, cuya obra se compone de casi 20 libros.

## Obras
- (1890) Des Couples (Parejas)
- (1893) Une femme (Una Mujer)
- (1894) Ceux qui souffrent (Los que sufren)
- (1896) Les heures de mystère (Las horas del misterio)
- (1896) L´Oeuvre de mort (La obra de muerte)
- (1897) Armelle et Claude (Armelle y Claude)
- (1898) Voici des ailes (¡He aquí las alas!)
- (1899) Les Lèvres jointes (Los labios juntos)
- (1901) L’Enthousiasme (El entusiasmo)
- (1904) Geule-Rouge (Morro-Rojo)
- (1904) 80 chevaux (80 Caballos)
- (1905) Arsène Lupin, gentleman-cambrioleur (Arsène Lupin, caballero ladron
- (1911) La Frontière (La frontera)
- (1912) La robe d´écailles roses (El vestido de escamas rosas) Colección de cuentos.
- (1916) La Faute de Julie... (La flauta de Julia...)
- (1916) Un vilain couple... (Una fea pareja...)
- (1920) Les Trois Yeux (Los tres ojos)
- (1921) Le Formidable Événement (El formidable acontecimiento)
- (1922) Le Cercle rouge (El círculo rojo)
- (1923) Dorothée, danseuse de corde (Dorotea, la alambrista)
- (1924) Le dent d´Hercule Petitgris (El diente de hércules Petitgris) Novela corta inédita.
- (1925) La vie extravagante de Balthazar (La vida extravagante de Baltasar)
- (1930) ...Le Prince de Jéricho (...El príncipe de Jericó)
- (1932) ...De minuit à sept heures (...De medianoche a las siete)
- (1934) Le Chapelet rouge (El rosario rojo)
- (1935) Le Scandale du gazon bleu (El escándalo del césped azul)
- (1951) La technique de vide (La técnica del vacío) Escrita después de haber fallecido. No es logro menor.

## Novelas de Arséne Lupin
- (1907) Arsène Lupin gentleman cambrioleur (Arsène Lupin, caballero ladrón)
- (1908) Arsène Lupin contre Herlock-Sholmès (Arséne Lupin contra Herlock-Sholmes)
- (1909) L’Aiguille creuse (La aguja hueca)
- (1910) 813° 1.a parte: La double vie d´Arsène Lupin (813° 1.a parte: La doble Vida de Arséne Lupin)
- (1911) L'homme noir (El hombre negro)
- (1912) Le Bouchon de Cristal (El tapón de cristal)
- (1913) Les confidences d´Arsène Lupin (Las confidencias de Arséne Lupin)
- (1916) L´Eclat d´Obus (La explosión de un obús)
- (1917) 813° 2.a parte: Les Trois crimes d´Arsène Lupin (813° 2.a parte: Los tres crímenes de Arséne Lupin)
- (1918) Le Triangle d´Or (El triángulo de oro)
- (1919) L´lle aux Trente Cercuelis: 2 Volúmenes (La isla de los treinta ataúdes: 2 volúmenes)
- - 1° Volumen: Véronique (Verónica)
- - 2° Volumen: La pierre miraculeuse (La piedra milagrosa)
- (1921) Les dents du Tigre 2: Volúmenes (Los dientes del tigre: 2 volúmenes)
- - 1° Volumen: Luis Perenna
- - 2° Volumen: Le secret de Florence
- (1923) Les Huit Coups de I´Horloge  (Las ocho campanadas del reloj)
- (1924) La comtesse de Cagliostro (La Condesa de Cagliostro)
- (1927) La Demoiselle aux Yeux Verts (La señorita de los ojos verdes)
- (1928) L´Agence Barnett et Cie (La agencia Barnett y cia.)
- (1929) La Demeure mystérieuse (La mansión misteriosa)
- (1931) La Barre-y-va
- (1933) La Femme aux deux sourires (La mujer de las dos sonrisas)
- (1933) Victor de la brigade Mondaine (Victor de la brigada Mundana)
- (1935) La Cagliostro se venge (La Cagliostro se venga)
- (1941) Les milliards d'Arsène Lupin (póstuma e inacabada) (Los millones de Arsène Lupin)

- Datos: Q314993
- Multimedia: Maurice Leblanc / Q314993